# Zbigniew Strzałkowski (duchowny)
Zbigniew Adam Strzałkowski (ur. 3 lipca 1958 w Tarnowie, zm. 9 sierpnia 1991 w Pariacoto w Peru) – polski duchowny, franciszkanin konwentualny, misjonarz, męczennik oraz błogosławiony Kościoła katolickiego. Jeden z dwóch pierwszych polskich błogosławionych misjonarzy, którzy zmarli śmiercią męczeńską.

## Życiorys
Zbigniew Strzałkowski pochodził z sąsiadującej z Tarnowem Zawady.  Urodził się 3 lipca 1958 w Tarnowie, był synem Stanisława (ur. 1928) i Franciszki z domu Wójcik (1932-2018). 10 lipca 1958 został ochrzczony w tarnowskiej bazylice katedralnej. Rodzice prowadzili małe gospodarstwo rolne, ojciec był również szklarzem. Zbigniew miał dwóch starszych braci. W latach 1965–73 uczęszczał do szkoły podstawowej w rodzinnej miejscowości. Pierwszą Komunię Świętą przyjął 28 maja 1967 w kościele w Zawadzie. 7 maja 1978 zdał maturę w technikum mechanicznym, mieszczącym się przy ulicy Staszica w Tarnowie. W latach 1978–79 pracował zawodowo, początkowo był pracownikiem Wojewódzkiej Dyrekcji Rozbudowy Miast i Osiedli Wiejskich w Tarnowie, a następnie Państwowego Ośrodka Maszynowego w Tarnowcu.
1 września 1979 wstąpił do zakonu franciszkańskiego, mając list polecający ks. dr. Pawła Śliwy, proboszcza parafii w Zawadzie. W podaniu o przyjęcie, napisał: 

Pragnę służyć Panu Bogu w zakonie jako kapłan, w kraju lub na misjach, gdziekolwiek mnie Bóg powoła, pragnę naśladować św. Franciszka i bł. Maksymiliana Kolbego.

Po odbyciu nowicjatu, w Zakonie Braci Mniejszych Konwentualnych w Smardzewicach, 2 września 1980 złożył pierwszą profesję zakonną, a następnie podjął studia w Wyższym Seminarium Duchownym oo. Franciszkanów w Krakowie. 8 grudnia 1984 złożył śluby zakonne, 15 czerwca 1985, z rąk biskupa Albina Małysiaka, otrzymał święcenia diakonatu. 7 czerwca 1986, we franciszkańskim kościele pw. św. Karola Boromeusza we Wrocławiu, z rąk kardynała Henryka Gulbinowicza, metropolity wrocławskiego, otrzymał święcenia kapłańskie prezbiteriatu (podczas tej ceremonii święcenia diakonatu otrzymał Michał Tomaszek – późniejszy towarzysz jego męczeństwa). 16 czerwca 1986 obronił pracę magisterską. Prymicyjną mszę św. odprawił 22 czerwca 1986 w rodzinnej miejscowości. Przez dwa lata, od 7 lipca 1986 do 24 sierpnia 1988, pełnił funkcję wicerektora w Niższym Seminarium Duchownym w Legnicy.
1 września 1988, po wcześniej złożonej prośbie o pracę na misjach, w klasztorze we Wrocławiu rozpoczął przygotowania do wyjazdu do Peru. 30 listopada 1988, wraz z o. Jarosławem Wysoczańskim, udał się do Limy, a następnie do Prowincji św. Antoniego i bł. Jakuba Strzemię w Pariacoto. Byli jednymi z pierwszych, którzy rozpoczęli pracę misyjną w tej andyjskiej wiosce.
O. Zbigniew Strzałkowski zginął 9 sierpnia 1991, wraz z o. Michałem Tomaszkiem. Został zamordowany przez terrorystów z organizacji Świetlisty Szlak (hiszp. Sendero Luminoso), strzałami w plecy i tył głowy.
W sierpniu 1991 rząd Peru uhonorował pośmiertnie obu zakonników Wielkim Oficerskim Orderem Słońca Peru, najwyższym państwowym odznaczeniem. W 2022 został odznaczony pośmiertnie Krzyżem Wielkim Orderu Zasługi Rzeczypospolitej Polskiej.

## Beatyfikacja
Z inicjatywy diecezji w Chimbote oraz ojców franciszkanów, podjęto starania w celu wyniesienia męczenników z Pariacoto na ołtarze. Stolica Apostolska 5 czerwca 1995 wydała zgodę (nihil obstat) na rozpoczęcie procesu ich beatyfikacji, a postulatorem został początkowo o. Angelo Paleri OFMConv. Odtąd przysługiwał im tytuł Sług Bożych. Proces na szczeblu diecezjalnym toczył się w okresie od 9 sierpnia 1996 do 25 sierpnia 2002, po czym akta tego procesu zostały przekazane Kongregacji Spraw Kanonizacyjnych w Rzymie. Po zapoznaniu się z tą dokumentacją, Kongregacja Spraw Kanonizacyjnych wydała 24 października 2003 dekret o ważności postępowania diecezjalnego. W 2011 postulator złożył tzw. Positio, wymagane w toku dalszego postępowania beatyfikacyjnego. 14 listopada 2013 odbyło się posiedzenie konsultorów teologicznych, a 3 lutego 2015 sesja kardynałów i biskupów Kongregacji Spraw Kanonizacyjnych, która pozytywnie zaopiniowała propozycję ich beatyfikacji, po czym tego samego dnia papież Franciszek wydał dekret o ich męczeństwie. Odtąd przysługiwał im tytuł Czcigodnych Sług Bożych.
13 lutego 2015, podczas spotkania franciszkanów z peruwiańskiej delegatury, zdecydowano o terminie beatyfikacji. 5 grudnia 2015 w peruwiańskim Chimbote, odbyła się uroczysta beatyfikacja o. Michała Tomaszka, o. Zbigniewa Strzałkowskiego oraz ks. Alessandro Dordiego przez kard. Angelo Amato, prefekta Kongregacji Spraw Kanonizacyjnych, który reprezentował papieża. Błogosławiony spoczywa w kaplicy kościoła w Pariacoto, po dokonanej 13 października 2015 ekshumacji jego szczątków. Obecnie (2019) postulatorem procesu kanonizacyjnego męczenników jest o. Damian-Gheorghe Pătraşcu OFMConv.
Wspomnienie liturgiczne bł. o Zbigniewa Strzałkowskiego i bł. o. Michała Tomaszka obchodzone jest 7 czerwca (tego dnia bł. Michał Tomaszek otrzymał święcenia diakonatu zaś bł. Zbigniew Strzałkowski święcenia prezbiteriatu), wcześniej obchodzone miało być 9 sierpnia (dies natalis).

## Upamiętnienie

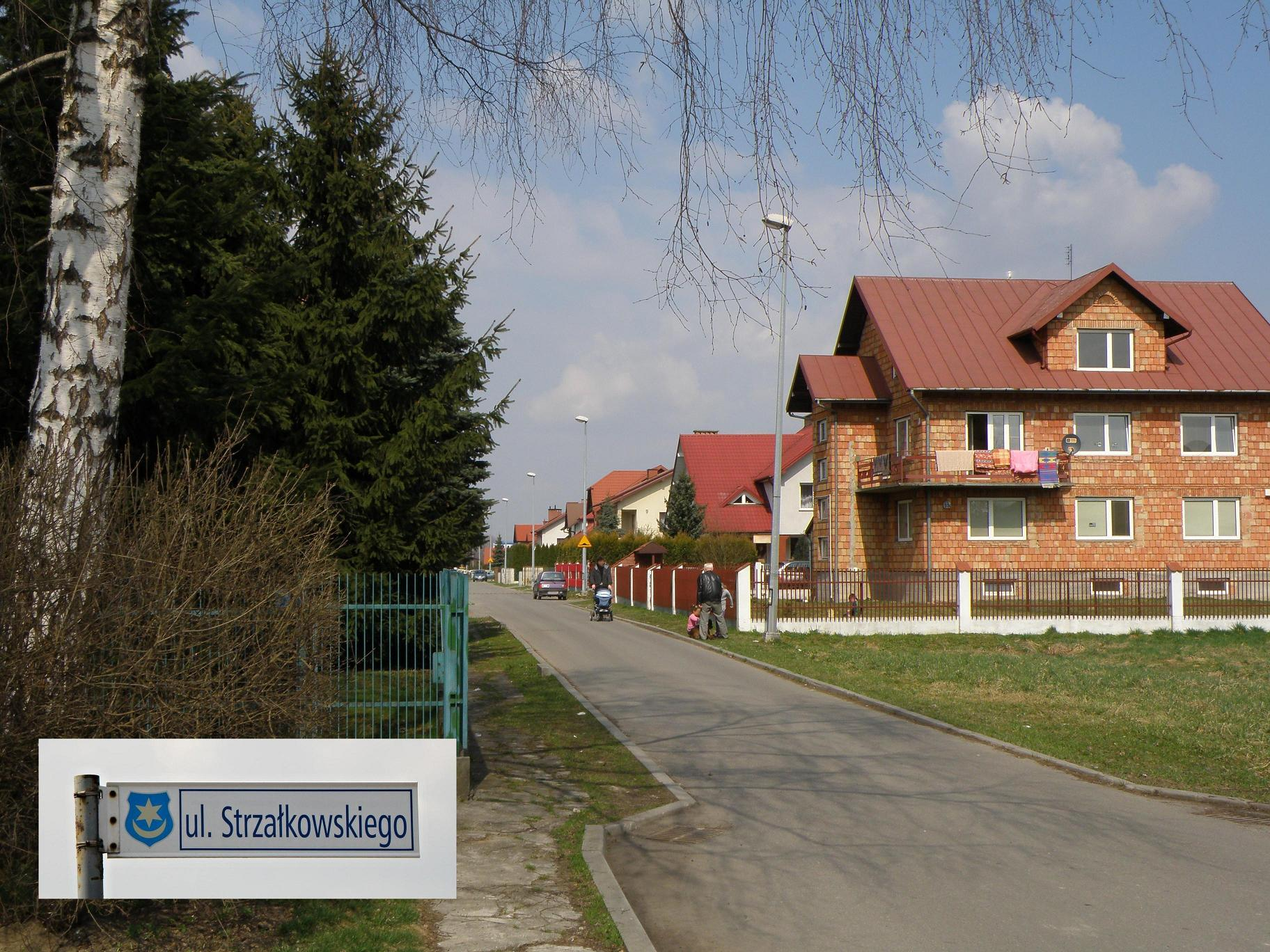
Ulica Zbigniewa Strzałkowskiego w Tarnowie

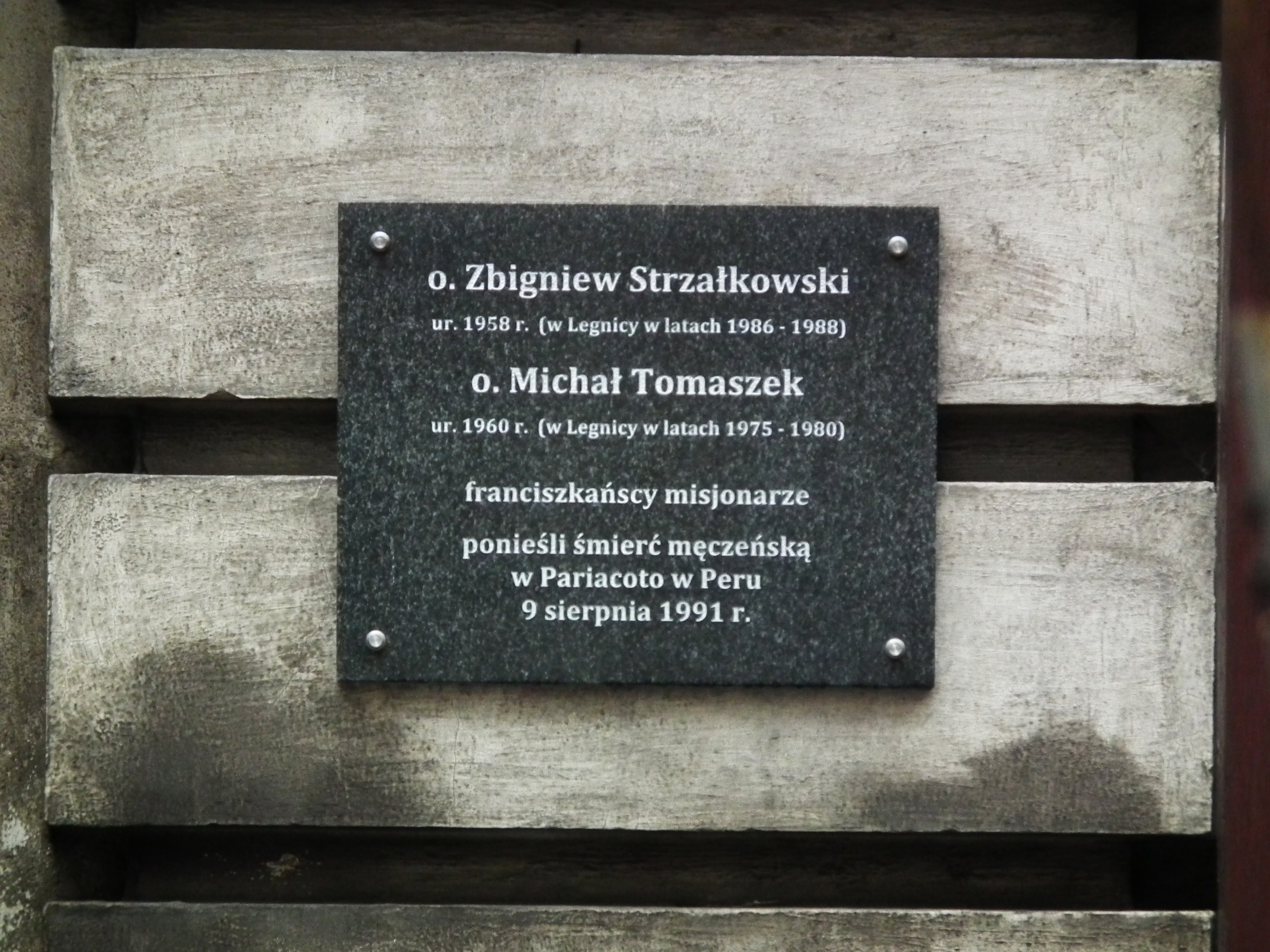
Tablica pamiątkowa ojców Zbigniewa Strzałkowskiego i Michała Tomaszka na ścianie kościoła św. Jana w Legnicy

W Tarnowie istnieje ulica jego imienia, a w Legnicy ulica Ojców Zbigniewa i Michała.

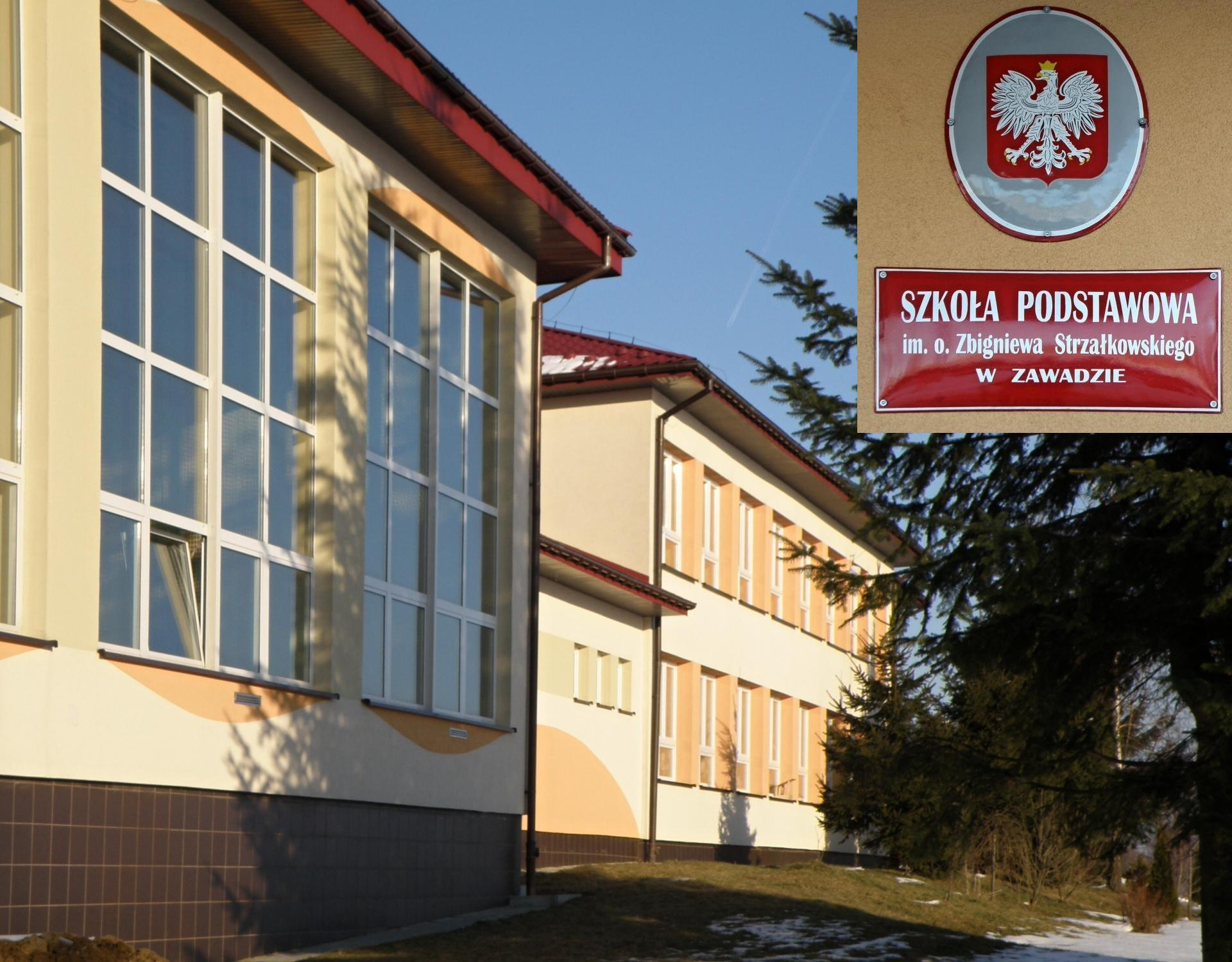
Szkoła podstawowa im. o. Zbigniewa Strzałkowskiego w Zawadzie

W Zawadzie koło Tarnowa organizowany jest „Memoriał im. Ojca Zbigniewa Strzałkowskiego”. Jego imię nosi od 14 października 1996 miejscowa szkoła podstawowa oraz ulica w Tarnowie.
W 2015 r. wraz z Michałem Tomaszkiem został upamiętniony przez Pocztę Polską na wydanym w nakładzie 300 tys. sztuk znaczku pocztowym o nominale 1,75 zł.
W 2015 Telewizja Polska zrealizowała film dokumentalny pt. Życia nie można zmarnować w reżyserii Krzysztofa Tadeja o zamordowanych w 1991 w Peru polskich misjonarzach o. Michale Tomaszku i o. Zbigniewie Strzałkowskim.
W maju 2016 r., polska grupa emigrantów z Belgii założyła grupę modlitewną pod patronatem i wstawiennictwem bł. Zbigniewa i bł. Michała, w której modlili się o przeciwdziałanie terroryzmowi.
14 lipca 2018 w centrum rekolekcyjnym „Paz y Bien” (pol. „Pokój i Dobro”) w Chimbote zostało otwarte Muzeum Męczenników Franciszkańskich, bł. Zbigniewa Strzałkowskiego i bł. Michała Tomaszka, zaś tego samego dnia zatwierdzono statut powstałego tam stowarzyszenia „Comunidad Martires de la Fe” (pol. „Wspólnota Męczenników Wiary”), zajmującego się szerzeniem kultu obu męczenników.
W podżywieckim Rychwałdku 10 października 2018 r. szkoła podstawowa i przedszkole otrzymały im. błogosławionych o. Zbigniewa Strzałkowskiego i o. Michała Tomaszka jako pierwsza placówka oświatowa w Polsce, której patronują obaj błogosławieni. natomiast 10 listopada 2021 szkoła podstawowa w Łoponiu przybrała takie samo imię jako druga w Polsce (na świecie).
22 stycznia 2023 r. został poświęcony pierwszy na świecie kościół pw. błogosławionych Zbigniewa Strzałkowskiego (i Michała Tomaszka) w Chimbote w Peru, a 5 grudnia 2023 r. konsekrowany. Konsekracji dokonał w 8. rocznicę ich beatyfikacji ordynariusz diecezji Chimbote ks. bp Angel Ernesto Zapata Bances. 
Zostały odlane dzwony o imionach: Zbigniew Strzałkowski i Michał Tomaszek m.in. w Pariacoto w Peru (5.12.2015), Blieskastel w Niemczech (z XIV w.) – stary dzwon otrzymał (od 2019) imię błogosławionych, 7 uderzeń w ten dzwon symbolizuje 7 kontynentów świata i bije dla pokoju na świecie. Dzwony o imieniu Zbigniew znajdują się we wsi Włochy (1992), w Woli Mieleckiej (2016) oraz w rodzinnej miejscowości bł. Strzałkowskiego – Zawadzie, który został poświęcony przez ówczesnego bpa tarnowskiego Józefa Życińskiego 9 sierpnia 1992 r.